# Садовиці (Вроцлавський повіт)
Садовиці (пол. Sadowice) — село в Польщі, у гміні Конти-Вроцлавські Вроцлавського повіту Нижньосілезького воєводства.
Населення — 422 особи (2011).
У 1975-1998 роках село належало до Вроцлавського воєводства.

## Демографія
Демографічна структура станом на 31 березня 2011 року:
|          | Загалом | Допрацездатний вік | Працездатний вік | Постпрацездатний вік |
| -------- | ------- | ------------------ | ---------------- | -------------------- |
| Чоловіки | 231     | 58                 | 154              | 19                   |
| Жінки    | 191     | 33                 | 121              | 37                   |
| Разом    | 422     | 91                 | 275              | 56                   |